# Aușel de Madeira
Aușelul de Madeira (Regulus madeirensis) este o pasăre paseriformă foarte mică din familia regulidelor, endemică insulei Madeira. 

## Taxonomie
Regulidele sunt un mic grup de păsări incluse uneori în familia Sylviidae, dar cărora li se acordă frecvent statutul de familie, mai ales că cercetările recente arată că, în ciuda asemănărilor superficiale, ele sunt îndepărtate filogenetic de silvide. Numele familiei Regulidae și genul Regulus sunt derivate din latinescul regulus, diminutiv al lui rex, rege. și se referă la creasta caracteristică portocalie sau galbenă a aușeilor adulți. Numele speciei madeirensis este derivat de la insula unde se găsește această pasăre. Pasărea a fost descrisă pentru prima dată de naturalistul englez Edward Vernon Harcourt⁠(d) în 1851. Până de curând, a fost considerată o subspecie, R. i. madeirensis, a aușelului sprâncenat R. ignicapillus.
O analiză filogenetică bazată pe gena citocromului b⁠(d) a arătat că forma din Madeira este distinctă, la nivel de specie, de subspecia nominalizată R. i. ignicapillus. Divergența genei citocromului b între aușelul de Madeira și aușelul european este de 8,5%, comparabilă cu nivelul de divergență dintre alte specii Regulus recunoscute.